# Clark Clifford
Clark McAdams Clifford (Fort Scott, 25 dicembre 1906 – Bethesda, 10 ottobre 1998) è stato un avvocato e politico statunitense, segretario della difesa degli Stati Uniti durante la presidenza Johnson.

## Biografia

### Primi anni: avvocato, ufficiale di Marina, consigliere presidenziale

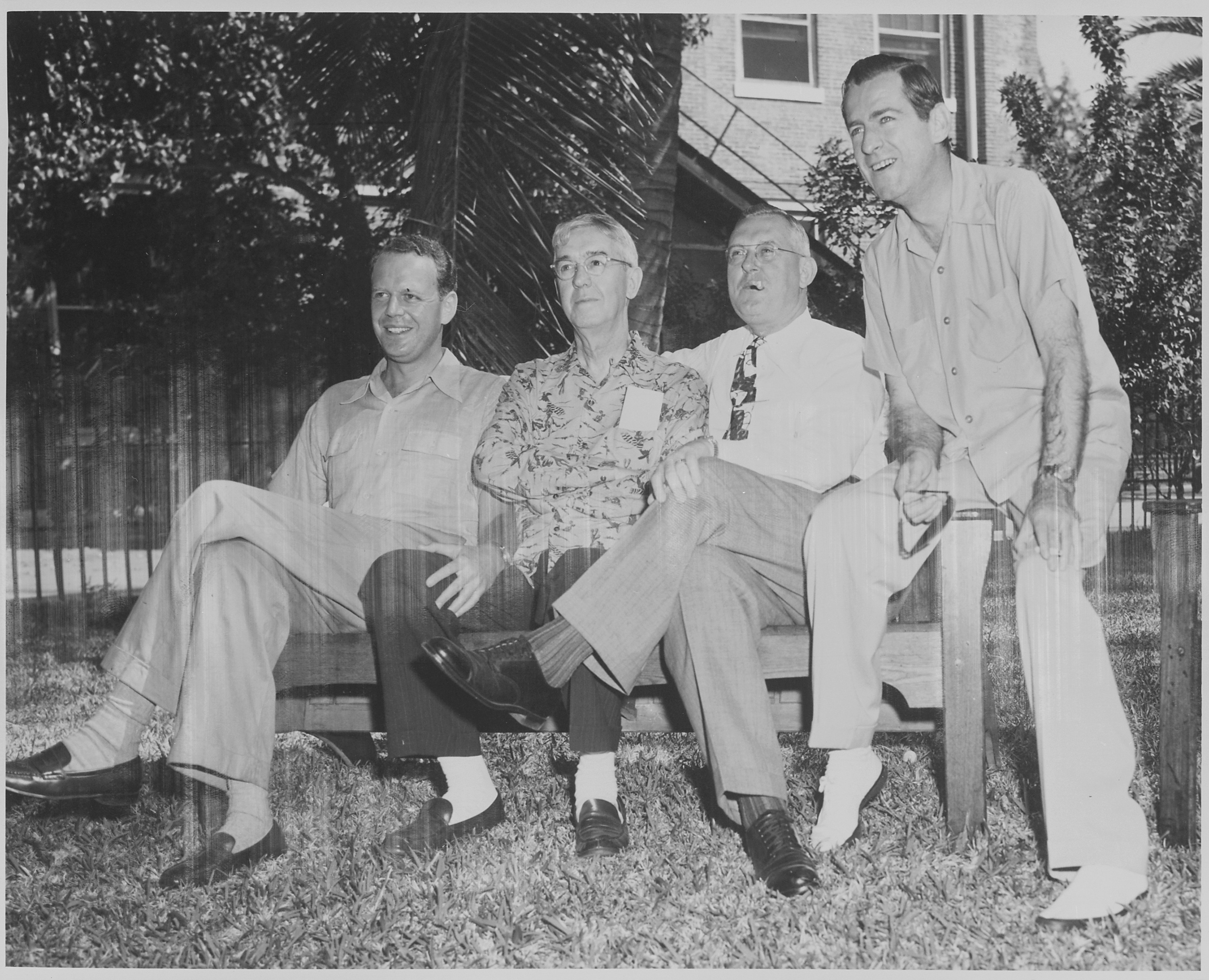
Clifford (primo a sinistra) con altri membri dello staff del presidente Truman (1948)

Laureato in legge all'Università di Washington, dal 1928 al 1943 esercitò la professione legale nella città di Saint Louis. Dopo l'entrata in guerra degli Stati Uniti, dal 1944 al 1946 Clifford partecipò al conflitto come ufficiale nella Marina militare. Successivamente, lasciata la Marina, divenne consigliere presidenziale di Truman. Anche dopo il 1950, quando a Washington riprese la professione di avvocato, non cessò completamente il suo impegno di consigliere della Casa Bianca.

### Segretario alla Difesa

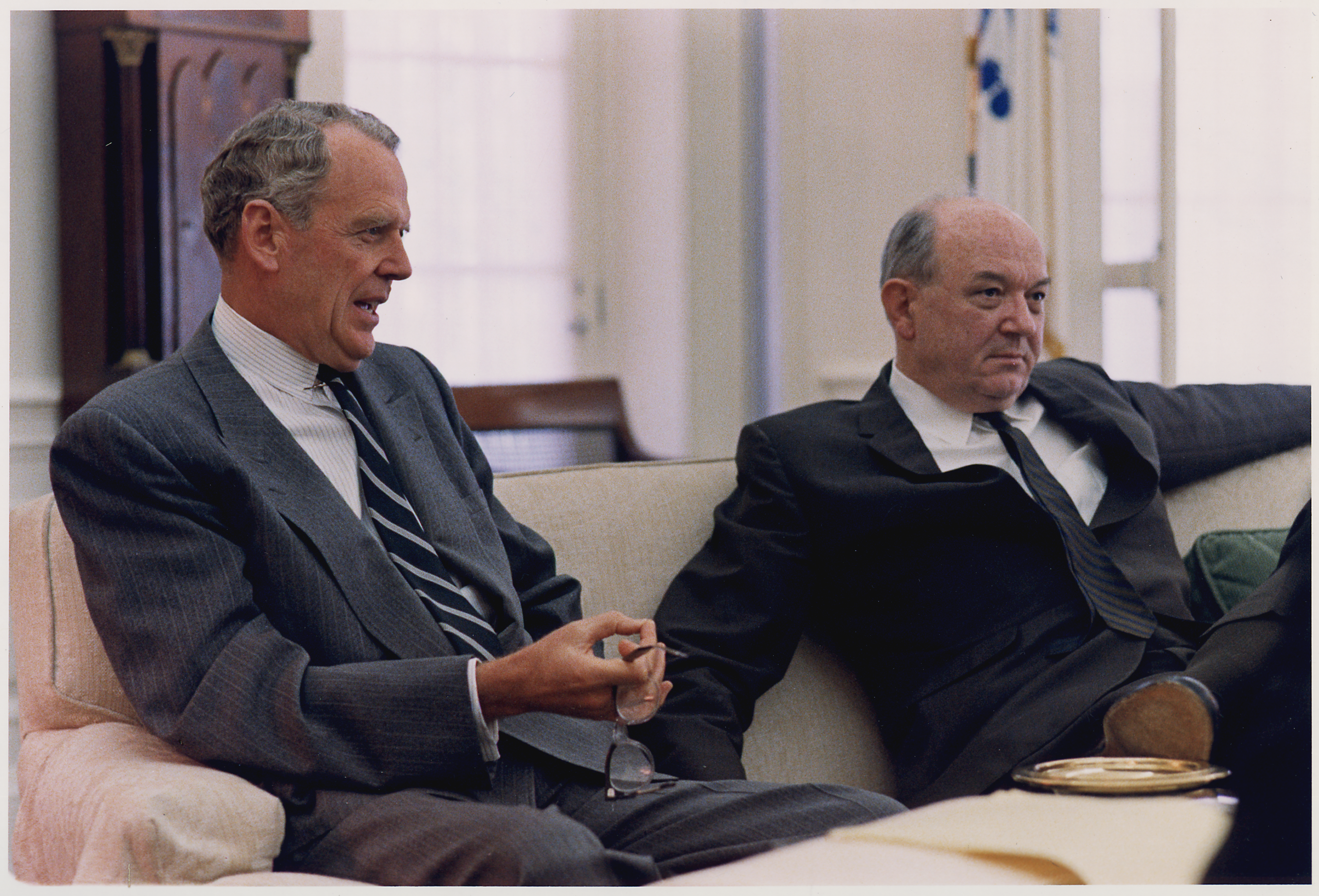
Clifford (a sinistra) con il segretario di Stato Rusk (1968)

Il 19 gennaio 1968, il presidente democratico Lyndon B. Johnson annunciò la sua nomina a segretario alla Difesa. Il 1º marzo successivo Clifford assunse ufficialmente l'incarico, sostituendo Robert McNamara, che era rimasto in carica per ben sette anni, a partire dal 1961, sotto le presidenze di Kennedy e Johnson.
L'incarico di Clifford coincise con l'acuirsi del conflitto nel Vietnam, verso il quale fu da molti considerato, più del suo predecessore, un falco, ovvero fautore di un completo e deciso impegno militare statunitense. Ciò nonostante, influenzando lo stesso Johnson, seppe abilmente gestire la fase iniziale di una strategia di progressiva riduzione del coinvolgimento bellico degli Stati Uniti.
Cessò dall'incarico il 20 gennaio 1969, quando il nuovo presidente, il repubblicano Nixon, lo sostituì con Melvin Robert Laird, politico e saggista, membro della Camera dei Rappresentanti per lo Stato del Wisconsin dal 1953 al 1969. Nello stesso giorno il presidente Jonshon, al termine del suo mandato, gli conferì la Medaglia presidenziale della libertà che, insieme con la Medaglia d'oro del Congresso, costituisce la massima decorazione civile degli Stati Uniti.

### Inviato speciale in India
Nel 1980 il presidente Carter lo inviò in India per rassicurare quel governo sul proposito degli Stati Uniti, in risposta dell'invasione sovietica dell'Afghanistan, di fornire armamenti al confinante Pakistan per resistere a eventuali minacce sovietiche. La missione di Clifford, che si svolse il 30 e 31 gennaio di quell'anno, non riuscì a fugare le apprensioni del governo indiano, sospettoso di un rafforzamento dei loro tradizionali avversari.

### Ultimi anni: ripresa dell'attività legale e scandalo BCCI

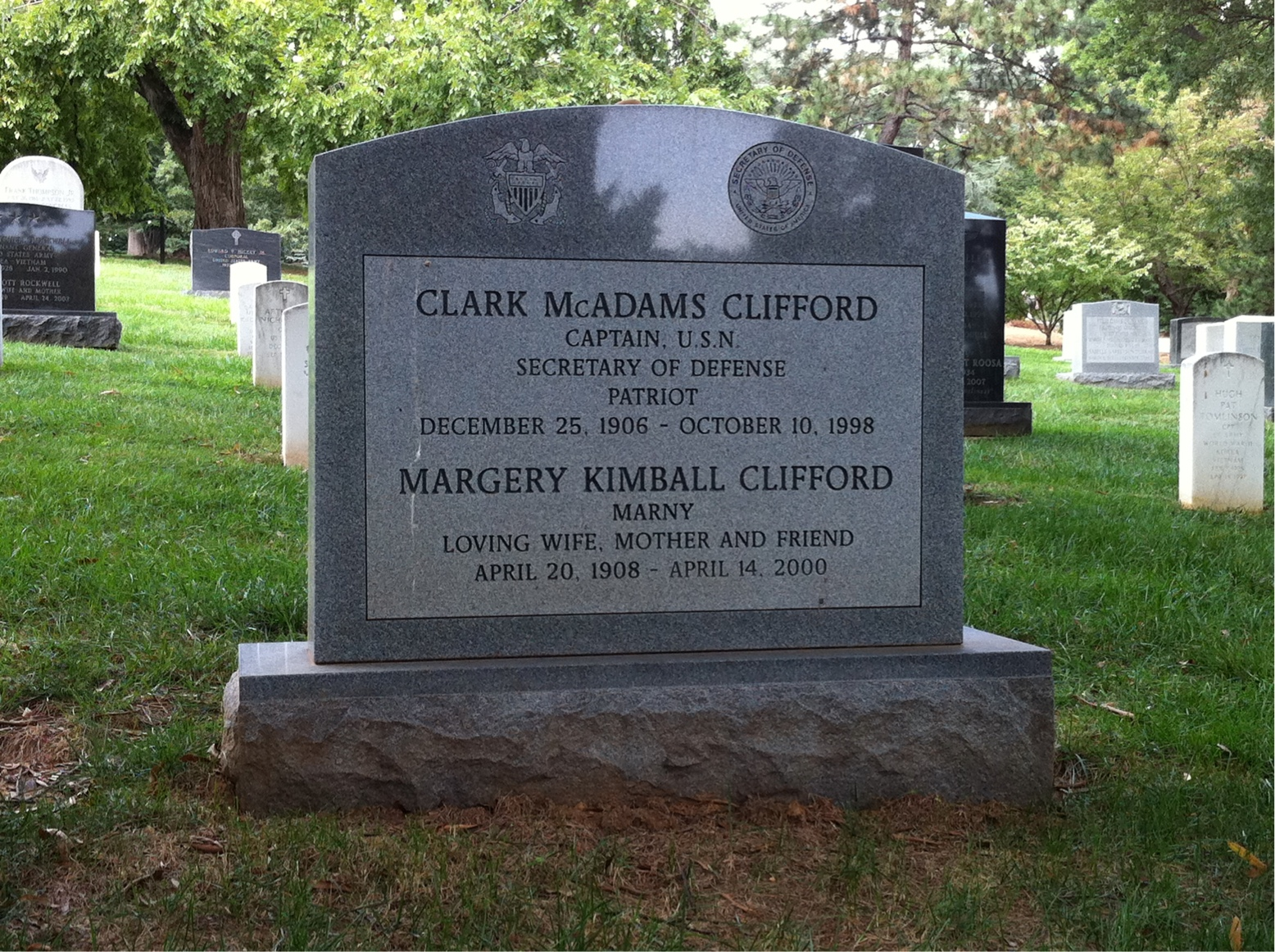
La tomba di Clifford nel cimitero di Arlington

Terminate le sue funzioni di governo, Clifford tornò ad esercitare la professione di legale a Washington.
Negli ultimi anni il suo nome fu associato alle vicende della Banca islamica di credito e commercio internazionale (Bank of Credit and Commerce International o BCCI), fondata nel 1972 dal finanziere pakistano Agha Hasan Abedi, accusata di riciclaggio di denaro, corruzione e altre attività illecite. Clifford, inquisito per aver coperto frodi e riscosso tangenti, si proclamò estraneo ai fatti, difendendo la sua reputazione.
Le accuse contro di lui furono successivamente ritirate in considerazione del suo precario stato di salute.
Morì a novantuno anni nella città di Bethesda, nel Maryland. È sepolto nel cimitero nazionale di Arlington